# Lieskovec (Humenné)
Lieskovec (bis 1927 slowakisch „Lískovec“; ungarisch Mogyorósfalu – bis 1907 Leszkóc, älter auch Leskóc) ist eine Gemeinde im Osten der Slowakei mit 414 Einwohnern (Stand: 31. Dezember 2024), die zum Okres Humenné, einem Kreis des Prešovský kraj, gehört. Sie ist Teil der traditionellen Landschaft Zemplín.

## Geographie
Die Gemeinde befindet sich am Südrand der Niederen Beskiden am Übergang vom Vorgebirge Beskydské predhorie in das Bergland Ondavská vrchovina, am Bach Lieskovčík im Einzugsgebiet der Ondava über den Nebenfluss Ondavka. Das Ortszentrum liegt auf einer Höhe von 160 m n.m. und ist 11 Kilometer von Humenné entfernt.
Nachbargemeinden sind Karná im Norden, Slovenská Volová im Nordosten, Myslina im Osten, Závadka im Südosten, Topoľovka im Süden und Südwesten und Štefanovce im Westen.

## Geschichte
Lieskovec wurde zum ersten Mal 1430 als Lyzkoch schriftlich erwähnt, weitere historische Bezeichnungen sind unter anderen Leskolcz (1454) und Ljeskowce (1808). Das Dorf war zuerst Besitz des Geschlechts Perényi und später Teil des Herrschaftsgebiets von Humenné. Von 1684 bis zum 19. Jahrhundert gehörten die Ortsgüter der Familie Keczer sowie Balassa im Verlaufe des 19. Jahrhunderts. 1557 wurden 10 Porta verzeichnet, 1715 gab es neun verlassene und acht bewohnte Haushalte. 1787 hatte die Ortschaft 56 Häuser und 479 Einwohner, 1828 zählte man 71 Häuser und 526 Einwohner, die als Landwirte und Waldarbeiter tätig waren. Um die Mitte des 19. Jahrhunderts und von 1900 bis 1910 wanderten viele Einwohner aus.
Bis 1918/1919 gehörte der im Komitat Semplin liegende Ort zum Königreich Ungarn und kam danach zur Tschechoslowakei beziehungsweise heute Slowakei. Nach 1918 waren die Einwohner überwiegend als Landwirte beschäftigt. Nach dem Zweiten Weltkrieg wurde die örtliche Einheitliche landwirtschaftliche Genossenschaft (Abk. JRD) im Jahr 1958 gegründet, ein Teil der Einwohner pendelte zur Arbeit nach Humenné.

## Bevölkerung
| Jahr                | 1994 | 2004    | 2014    | 2024    |
| ------------------- | ---- | ------- | ------- | ------- |
| Anzahl der Personen | 474  | 458     | 443     | 414     |
| Unterschied         |      | −3,37 % | −3,27 % | −6,54 % |

| Jahr                | 2023 | 2024    |
| ------------------- | ---- | ------- |
| Anzahl der Personen | 417  | 414     |
| Unterschied         |      | −0,71 % |

Nach der Volkszählung 2011 wohnten in Lieskovec 448 Einwohner, davon 422 Slowaken, jeweils zwei Roma und Russen sowie jeweils ein Magyare und Russine. 20 Einwohner machten keine Angabe zur Ethnie.
422 Einwohner bekannten sich zur römisch-katholischen Kirche, fünf Einwohner zur griechisch-katholischen Kirche, zwei Einwohner zur orthodoxen Kirche und ein Einwohner zur Evangelischen Kirche A. B. Vier Einwohner waren konfessionslos und bei 14 Einwohnern wurde die Konfession nicht ermittelt.

## Bauwerke und Denkmäler
- römisch-katholische Corpus-Christi-Kirche im klassizistischen Stil aus den Jahren 1794–1798[6]

## Verkehr
Nach Lieskovec führt nur die Cesta III. triedy 3824 („Straße 3. Ordnung“) von einer Kreuzung mit der Cesta II. triedy 558 („Straße 2. Ordnung“, Sedliská–Humenné) in Topoľovka heraus und weiter nach Karná. Der nächste Bahnanschluss ist in Humenné an den Bahnstrecken Michaľany–Łupków und Humenné–Stakčín.